# Regency Romance/Titelliste
Dies ist eine Liste von Beispielen der Regency-Romance-Literatur, geordnet nach dem Jahr des Erscheinens der englischen Originalausgabe.

## TraditionelleRegency Romance

### 20. Jahrhundert
- 1935 – Georgette Heyer: Regency Buck (deutsch: Die Jungfernfalle, 1967)
- 1937 – Georgette Heyer: An Infamous Army (Barbara und die Schlacht von Waterloo)
- 1940 – Georgette Heyer: The Spanish Bride (Die spanische Braut)
- 1940 – Georgette Heyer: The Corinthian (Penelope und der Dandy)
- 1944 – Georgette Heyer: Friday's Child (Lord Sherry)
- 1946 – Georgette Heyer: The Reluctant Widow (Die widerspenstige Witwe)
- 1948 – Georgette Heyer: The Foundling (Findelkind)
- 1949 – Georgette Heyer: Arabella (Die bezaubernde Arabella)
- 1950 – Georgette Heyer: The Grand Sophy (Die drei Ehen der Grand Sophy)
- 1951 – Georgette Heyer: The Quiet Gentleman (Der schweigsame Gentleman)
- 1953 – Georgette Heyer: Cotillion (Damenwahl)
- 1954 – Georgette Heyer: The Toll-Gate (Liebe unverzollt)
- 1955 – Georgette Heyer: Bath Tangle (Serena und das Ungeheuer)
- 1956 – Georgette Heyer: Sprig Muslin (Frühlingsluft)
- 1957 – Georgette Heyer: April Lady (Lady April)
- 1957 – Georgette Heyer: Sylvester, or the Wicked Uncle (Skandal im Ballsaal)
- 1958 – Georgette Heyer: Venetia (Venetia und der Wüstling)
- 1959 – Georgette Heyer: The Unknown Ajax (Lord Ajax)
- 1961 – Georgette Heyer: A Civil Contract (Ehevertrag)
- 1962 – Georgette Heyer: The Nonesuch (Junggesellentage)
- 1963 – Georgette Heyer: False Colours (Falsches Spiel)
- 1965 – Georgette Heyer: Frederica (Heiratsmarkt)
- 1966 – Georgette Heyer: Black Sheep (Die galante Entführung)
- 1968 – Georgette Heyer: Cousin Kate (Verführung zur Ehe)
- 1970 – Georgette Heyer: Charity Girl (Ein Mädchen ohne Mitgift)
- 1971 – Clare Darcy: Georgina (Georgina und das widerspenstige Glück, 1977)
- 1972

- Clare Darcy: Cecily: Or a Young Lady of Quality (Cecily und der Herzensbrecher, 1976)
- Georgette Heyer: Lady of Quality (Herzdame)

- 1973 – Clare Darcy: Lydia: Or Love in Town (Lydia und das Mädchen aus Louisiana, 1976)
- 1974 – Clare Darcy: Victoire (Victoire und der leichtsinnige Marquis, 1981)
- 1975 – Clare Darcy: Lady Pamela (Pamela und der eigenwillige Lord, 1978)
- 1976

- Clare Darcy: Allegra (Allegra und der Heiratsantrag, 1980)
- Clare Darcy: Elyza (Eliza und der Gentleman aus Indien, 1981)
- Clare Darcy: Regina (Regina und das verschwundene Halsband, 1982)

- 1977

- Clare Darcy: Cressida (Cressida und der charmante Abenteurer, 1985)
- Clare Darcy: Eugenia (Eugenia und der verfolgte Vetter, 1985)

- 1978

- Clare Darcy: Gwendolen (Gwendolen und der verschmähte Kapitän, 1987)
- Clare Darcy: Rolande (Rolande, 1991)
- Elizabeth Mansfield: A Christmas Kiss
- Elizabeth Mansfield: Unexpected Holiday
- Elizabeth Mansfield: My Lord Murderer

- 1979 – Elizabeth Mansfield: A Very Dutiful Daughter
- 1980

- Clare Darcy: Letty
- Elizabeth Mansfield: Regency Sting
- Elizabeth Mansfield: A Regency Match
- Elizabeth Mansfield: A Man of Affairs
- Elizabeth Mansfield: Duel of Hearts
- Joan Wolf: A London Season

- 1981

- Elizabeth Mansfield: A Regency Charade
- Elizabeth Mansfield: The Fifth Kiss
- Elizabeth Mansfield: Regency Galatea
- Elizabeth Mansfield: The Phantom Lover
- Elizabeth Mansfield: The Reluctant Flirt
- Elizabeth Mansfield: Regency Wager

- 1982

- Clare Darcy: Caroline and Julia
- Elizabeth Mansfield: The Frost Fair
- Elizabeth Mansfield: The Counterfeit Husband
- Joan Wolf: His Lordship’s Mistress
- Joan Wolf: Margarita and the Earl
- Joan Wolf: The American Duchess
- Joan Wolf: The Scottish Lord

- 1983

- Elizabeth Mansfield: Her Heart's Captain
- Elizabeth Mansfield: Love Lessons
- Elizabeth Mansfield: Passing Fancies
- Joan Wolf: A Double Deception
- Joan Wolf: Lord Richard’s Daughter

- 1984

- Elizabeth Mansfield: A Marriage of Inconvenience
- Joan Wolf: Fool’s Masquerade
- Joan Wolf: The Rebellious Ward

- 1985

- Mary Balogh: A Chance Encounter (Denning-Mainwaring, #1)
- Mary Balogh: The Wood Nymph (Denning-Mainwaring, #2)
- Elizabeth Mansfield: A Splendid Indiscretion
- Sheila Simonson: Lady Elizabeth’s Comet

- 1986

- Mary Balogh: The Trysting Place (Waite, #1)
- Susan Carroll: The Lady Who Hated Shakespeare
- Elizabeth Mansfield: The Grand Passion
- Sheila Simonson: The Bar Sinister
- Sheila Simonson: The Young Pretender

- 1987

- Mary Balogh: Gentle Conquest
- Mary Balogh: The First Snowdrop (Stewart-Frazer, #1)
- Susan Carroll: The Sugar Rose
- Loretta Chase: Isabella
- Elizabeth Mansfield: The Magnificent Masquerade
- Anita Mills: Scandal Bound
- Mary Jo Putney: The Diabolical Baron

- 1988

- Jo Beverley: Lord Wraybourne's Betrothed
- Susan Carroll: Brighton Road
- Loretta Chase: The English Witch
- Elizabeth Mansfield: A Grand Deception
- Elizabeth Mansfield: The Accidental Romance
- Anita Mills: The Duke’s Double
- Anita Mills: Duel of Hearts
- Sheila Simonson: Love and Folly

- 1989

- Mary Balogh: The Gilded Web (Web, #1)
- Jo Beverley: The Stanforth Secrets
- Loretta Chase: Viscount Vagabond (Regency Noblemen, #1)
- Loretta Chase: The Devil’s Delilah (Regency Noblemen, #2)
- Elizabeth Mansfield: The Lady Disguised
- Elizabeth Mansfield: The Bardered Bride
- Anita Mills: Newmarket Match
- Mary Jo Putney: Carousel Of Hearts

- 1990

- Mary Balogh: Web of Love (Web, #2)
- Mary Balogh: The Devil’s Web (Web, #3)
- Mary Balogh: A Promise of Spring (Web, #4)
- Jo Beverley: The Stolen Bride
- Susan Carroll: The Bishop’s Daughter
- Loretta Chase: Knaves’ Wager
- Loretta Chase: The Sandalwood Princess
- Elizabeth Mansfield: A Prior Engagement

- 1991

- Mary Balogh: A Certain Magic
- Mary Balogh: The Ideal Wife (Stapleton-Downes, #1)
- Jo Beverley: Emily and the Dark Angel
- Jo Beverley: The Fortune Hunter
- Susan Carroll: The Wooing of Miss Masters
- Susan Carroll: Escapade
- Elizabeth Mansfield: A Brilliant Mismatch
- Elizabeth Mansfield: A Girl With Airs
- Anita Mills: Devil’s Match
- Anita Mills: Miss Gordon’s Mistake

- 1992

- Mary Balogh: A Counterfeit Betrothal (Waite, #2)– 1993 RT Reviewers Choice Award (Regency Romance)
- Mary Balogh: The Notorious Rake (Waite, #3)
- Susan Carroll: Mistress Mischief
- Susan Carroll: Christmas Belles
- Anita Mills: The Rogue’s Return

- 1993

- Mary Balogh: Courting Julia (Sullivan, #1)
- Mary Balogh: Dancing With Clara (Sullivan, #2)
- Mary Balogh: The Precious Jewel (Stapleton-Downes, #2)
- Jo Beverley: Deirdre and Don Juan
- Susan Carroll: Miss Prentiss and the Yankee
- Elizabeth Mansfield: Winter Wonderland
- Anita Mills: Autumn Rain (The Rakes, #1)
- Anita Mills: Falling Stars (The Rakes, #2)

- 1994

- Mary Balogh: Christmas Belle (Stewart-Frazer, #2)
- Mary Balogh: Dark Angel (Stapelton-Downes, #3)
- Mary Balogh: Lord Carew’s Bride (Stapleton-Downes, #4)
- Mary Balogh: Tempting Harriet (Sullivan, #3)
- Elizabeth Mansfield: Mother's Choice
- Elizabeth Mansfield: A Sneeze on Tuesday
- Anita Mills: Secret Nights (The Rakes, #3)

- 1995

- Candice Hern: A Proper Companion (A Regency Rake, #1)
- Candice Hern: A Change of Heart (A Regency Rake, #2)
- Elizabeth Mansfield: Poor Caroline

- 1996

- Mary Balogh: The Famous Heroine (Stapleton-Downes, #5)
- Mary Balogh: The Plumed Bonnet (Stapleton-Downes, #6)
- Candice Hern: An Affair of Honor (A Regency Rake, #3)
- Allison Lane: The Impoverished Viscount
- Allison Lane: The Rake’s Rainbow
- Allison Lane: The Prodigal Daughter
- Elizabeth Mansfield: Matched Pairs
- Joan Wolf: The Deception

- 1997

- Mary Balogh: The Christmas Bride (Stapleton-Downes, #7)
- Mary Balogh: The Temporary Wife
- Mary Balogh: Indiscreet (Horsemen Trilogy, #1)
- Candice Hern: A Garden Folly
- Carla Kelly: With This Ring
- Allison Lane: The Earl’s Revenge
- Allison Lane: The Unscrupulous Uncle
- Joan Wolf: The Arrangement
- Joan Wolf: The Gamble
- Joan Wolf: The Guardian – 1998 Rita Award (Long Historical Romance, Finalist)

- 1998

- Mary Balogh: Irresistable (Horsemen Trilogy, #3)
- Mary Balogh: Unforgiven (Horsemen Trilogy, #2)
- Allison Lane: Devall’s Angel
- Allison Lane: Lord Avery’s Legacy
- Allison Lane: The Second Lady Emily
- Allison Lane: Too Many Matchmakers

- 1999

- Diane Farr: Fair Game
- Diane Farr: The Nobody
- Candice Hern: The Best Intentions
- Allison Lane: A Bird in Hand (Bird, #1)
- Allison Lane: A Clandestine Courtship
- Allison Lane: Birds of a Feather (Bird, #2)
- Allison Lane: Double Deceit
- Anita Mills: No Sweeter Wine
- Joan Wolf: The Pretenders

- 2000

- Diane Farr: Falling for Chloe
- Diane Farr: Once Upon a Christmas
- Allison Lane: The Beleagured Earl
- Allison Lane: The Notorious Widow
- Elizabeth Mansfield: Miscalculations

### 21. Jahrhundert
- 2001

- Candice Hern: Miss Lacey’s Last Fling
- Allison Lane: The Rake and the Wallflower
- Amanda McCabe: Scandal in Venice
- Amanda McCabe: The Spanish Bride

- 2002

- Diane Farr: Duel of Hearts
- Diane Farr: The Fortune Hunter
- Allison Lane: Kindred Spirits
- Allison Lane: The Purloined Papers
- Amanda McCabe: Lady Rogue
- Amanda McCabe: The Errant Earl – 2003 Rita Award (Regency Romance, Finalist)
- Amanda McCabe: The Golden Feather
- Elizabeth Mansfield: The Girl With the Persian Shawl

- 2003

- Diane Farr: Under the Wishing Star
- Allison Lane: Emily’s Beau
- Amanda McCabe: A Loving Spirit
- Amanda McCabe: One Touch of Magic
- Amanda McCabe: Lady in Disguise
- Elizabeth Mansfield: An Encounter with Venus

- 2004

- Diane Farr: Under a Lucky Star
- Allison Lane: The Madcap Marriage
- Amanda McCabe: The Rules of Love – 2005 Rita Award (Regency Romance, Finalist)
- Amanda McCabe: The Star of India
- Joan Wolf: White Horses

- 2006 – Amanda McCabe: A Tangled Web
- 2007

- Allison Lane: Seducing Eden
- Allison Lane: Two Beaux and a Promis

- 2008

- Sarah M. Eden: Seeking Persephone (The Lancaster Family, #1)
- Julie Klassen: Lady of Milkweed Manor (Die Lady von Milkweed Manor), Finalist für den Christy Award (Historical Romance, 2008)

- 2009

- Mary Balogh: A Matter of Class
- Carla Kelly: Marrying the Captain (Channel Fleet, #1)
- Carla Kelly: The Surgeon’s Lady (Channel Fleet, #2)
- Carla Kelly: Marrying the Royal Marine (Channel Fleet, #3)

- 2010

- Sarah M. Eden: Courting Miss Lancaster (The Lancaster Family, #2)
- Carla Kelly: Beau Crusoe
- Julie Klassen: The Silent Governess (Das Schweigen der Miss Keene), ausgezeichnet mit einem Christy Award (Historical Romance, 2010)
- Allison Lane: The Duchess’s Diary

- 2011

- Diane Farr: Dashing Through the Snow
- Diane Farr: Playing to Win
- Carla Kelly: The Admiral’s Penniless Bride
- Carla Kelly: Marian’s Christmas Wish
- Julie Klassen: The Apothecary’s Daughter (Das Geheimnis der Apothekerin)
- Julie Klassen: The Girl in the Gatehouse, ausgezeichnet mit einem Christy Award (Historical Romance, 2011)

- 2012

- Julianne Donaldson: Edenbrooke
- Sarah M. Eden: An Unlikely Match
- Carla Kelly: Summer Campaign
- Carla Kelly: Marriage of Mercy
- Carla Kelly: Libby’s London Merchant (Nesbitt, #1)
- Carla Kelly: Mrs. Drew Plays Her Hand
- Carla Kelly: One Good Turn (Nesbitt, #2)
- Julie Klassen: The Maid of Fairbourne Hall (Die Magd von Fairbourne Hall), ausgezeichnet mit einem Christy Award (Historical Romance, 2012)

- 2013

- Julianne Donaldson: Blackmoore
- Sarah M. Eden: Drops of Eden
- Sarah M. Eden: Glimmer of Hope
- Carla Kelly: Miss Billings Treads the Boards
- Carla Kelly: Miss Whittier Makes a List
- Carla Kelly: The Wedding Journey
- Carla Kelly: Miss Chartley’s Guided Tour
- Carla Kelly: Miss Grimsley’s Oxford Collection
- Julie Klassen: The Tutor’s Daughter
- Julie Klassen: The Dancing Master

- 2014

- Sarah M. Eden: As You Are
- Sarah M. Eden: For Elise
- Christina Dudley: The Naturalist
- Christina Dudley: A Very Plain Young Man
- Carla Kelly: Miss Milton Speaks Her Mind
- Carla Kelly: The Lady’s Companion
- Carla Kelly: Reforming Lord Ragsdale
- Carla Kelly: The Wedding Ring Quest
- Carla Kelly: Mrs. McVinnies’s London season
- Carla Kelly: Season’s Regency Greetings: Two Christmas Novellas

- 2015

- Julianne Donaldson: Heir to Edenbooke
- Carla Kelly: Doing No Harm
- Julie Klassen: The Secret of Pembrooke Park
- Julie Klassen: Lady Maybe
- Julie Klassen: The Painter’s Daughter

- 2016 – Julie Klassen: The Innkeeper of Ivy Hill (Tales from Ivy Hill, #1)
- 2017

- Sarah M. Eden: A Fine Gentleman
- Sarah M. Eden: Romancing Daphne (The Lancaster Family, #3)
- Diane Farr: The Mistletoe Test
- Julie Klassen: The Ladies of Ivy Cottage (Tales from Ivy Hill, #2)

- 2018

- Sarah M. Eden: Loving Lieutenant Lancaster (The Lancaster Family, #4)
- Julie Klassen: The Bride of Ivy Green (Tales from Ivy Hill, #3)

## Regency Historical Romance
- 1987 – Lisa Kleypas: Where Passion Leads
- 1988

- Lisa Kleypas: Forever My Love
- Lisa Kleypas: Love, Come to Me – 1988 RT Reviewers Choice Award (American Historical Romance)
- Amanda Quick: Surrender – 1998 All About Romance Reader Award (Top 100 Romances)

- 1989 – Mary Jo Putney: The Rake
- 1990 – Amanda Quick: Seduction – 1990 RT Reviewers Choice Award (Historical Romance)
- 1991

- Jo Beverley: An Arranged Marriage
- Amanda Quick: Scandal – 1991 RT Reviewers Choice Award (Regency Historical Romance)
- Amanda Quick: Rendezvous – 2000 All About Romance Reader Award (Top 100 Romances)

- 1992

- Jo Beverley: An Unwilling Bride
- Jo Beverley: Christmas Angel
- Loretta Chase: The Lion’s Daughter (Scoundrels, #1)
- Lisa Kleypas: When Strangers Marry (Vallerand, #1) – 2002 Publishers Weekly (Starred Review)
- Lisa Kleypas: Only With Your Love (Vallerand, #2)
- Amanda Quick: Ravished – 1998 All About Romance Reader Award (Top 100 Romances)
- Amanda Quick: Reckless

- 1993

- Lisa Kleypas: Then Came You (Craven, #1) – 2000 All About Romance Reader Award (Top 100 Romances)
- Mary Jo Putney: Thunder & Roses (Fallen Angels, #1)
- Mary Jo Putney: Dancing in the Wind (Fallen Angels, #2)
- Mary Jo Putney: Petals in the Storm (Fallen Angels, #3)
- Amanda Quick: Dangerous
- Amanda Quick: Deception

- 1994

- Jo Beverley: Forbidden
- Loretta Chase: Captives of the Night (Scoundrels, #2)
- Lisa Kleypas: Dreaming of You (Craven, #2) – 1998 All About Romance Reader Award (Top 100 Romances)
- Amanda Quick: Desire
- Amanda Quick: Mistress

- 1995

- Jo Beverley: Dangerous Joy
- Susan Carroll: The Painted Veil
- Loretta Chase: Lord of Scoundrels (Scoundrels, #3)
- Loretta Chase: The Mad Earls’s Bride (Scoundrels, #4)
- Lisa Kleypas: Prince of Dreams (The Stokehursts, #2)
- Mary Jo Putney: Angel Rogue (Fallen Angels, #4)
- Amanda Quick: Mystique

- 1996

- Lisa Kleypas: Somewhere I’ll Find You (Capitol Theatre, #1)
- Mary Jo Putney: Shattered Rainbows (Fallen Angels, #5)
- Mary Jo Putney: River of Fire (Fallen Angels, #6)
- Amanda Quick: Mischief

- 1997

- Lisa Kleypas: Because You’re Mine (Capitol Theatre, #2)
- Mary Jo Putney: One Perfect Rose (Fallen Angels, #7)
- Amanda Quick: Affair

- 1998

- Loretta Chase: The Last Hellion (Scoundrels, #5)
- Lisa Kleypas: Someone to Watch Over Me (Bow Street, #1) – 2000 Rita Award (Short Historical Romance: Finalist)
- Lisa Kleypas: Stranger in My Arms
- Amanda Quick: With This Ring (Vanza, #1)

- 1999

- Mary Jo Putney: The Bargain
- Amanda Quick: I Thee Wed (Vanza, #2)

- 2000

- Lisa Kleypas: Where Dreams Begin – 2000 All About Romance Reader Award (Top 100 Romances)
- Amanda Quick: Wicked Widow (Vanza, #3)

- 2001

- Jo Beverley: The Dragon's Bride
- Jo Beverley: The Devil's Heiress

- 2002

- Jo Beverley: Hazard
- Candice Hern: The Bride Sale
- Lisa Kleypas: Lady Sophia’s Lover (Bow Street, #2) – 2007 All About Romance Reader Award (Top 100 Romances)

- 2003

- Jo Beverley: St. Raven
- Candice Hern: Once a Dreamer
- Candice Hern: Once a Scoundrel
- Lisa Kleypas: Worth Any Price (Bow Street, #3) – 2004 Rita Award (Short Historical Romance)

- 2004

- Jo Beverley: Skylark
- Loretta Chase: Miss Wonderful (Carsington Brothers, #1)
- Candice Hern: Once a Gentleman
- Candice Hern: Her Scandalous Affair
- Candice Hern: In the Thrill of the Night (The Merry Widows, #1)
- Lisa Kleypas: Again the Magic (Wallflowers, #0.5) – 2004 All About Romance Reader Award (nervigster Hauptcharakter)
- Lisa Kleypas: Secrets of a Summer Night (Wallflowers, #1)
- Amanda Quick: The Paid Companion
- Amanda Quick: Wait Until Midnight

- 2005

- Loretta Chase: Mr. Impossible (Carsington Brothers, #2)
- Lisa Kleypas: It Happened One Autumn (Wallflowers, #2) – 2005 All About Romance Reader Award (Bester Schurke)
- Amanda Quick: Lie by Moonlight (Vanza, #4)

- 2006

- Jo Beverley: The Rogue's Return
- Jo Beverley: To Rescue a Rogue
- Loretta Chase: Lord Perfect (Carsington Brothers, #3)
- Candice Hern: Just One of those Flings (The Merry Widows, #2)
- Lisa Kleypas: Devil in Winter (Wallflowers, #3) – 2006 All About Romance Reader Award (Best European Historical)
- Lisa Kleypas: Scandal in Spring (Wallflowers, #4) – 2007 Rita Award (Short Historical Romance: Finalist)

- 2007

- Jo Beverley: Lady Beware
- Loretta Chase: Not Quite a Lady (Carsington Brothers, #4)
- Candice Hern: Lady Be Bad (The Merry Widows, #3)
- Lisa Kleypas: Mine Till Midnight (Hathaway’s, #1) – 2007 RT Reviewers Choice Award (Historical Romance of the Year)
- Amanda Quick: The River Knows

- 2008

- Loretta Chase: Your Scandalous Ways (Fallen Women, #1)
- Lisa Kleypas: A Wallflower Christmas (Wallflowers, #5)
- Lisa Kleypas: Seduce Me at Sunrise (Hathaway’s, #2) – 2009 Rita Award (Historical Romance: Finalist)

- 2009

- Loretta Chase: Don’t Tempt Me (Fallen Women, #2)
- Lisa Kleypas: Tempt Me at Twilight (Hathaway’s, #3)
- Mary Jo Putney: Loving a Lost Lord (Lost Lords, #1)
- Mary Jo Putney: Never Less Than a Lady (Lost Lords, #2)
- Mary Jo Putney: Nowhere Near Respectable (Lost Lords, #3)

- 2010

- Loretta Chase: Last Night’s Scandal (Carsington Brothers, #5)
- Lisa Kleypas: Married By Morning (Hathaway’s, #4) – 2010 All About Romance Reader Award (Best Romance Hero)
- Lisa Kleypas: Love in the Afternoon (Hathaway’s, #5) – 2010 All About Romance Reader Award (Rührendster Roman)
- Lisa Kleypas: Midnight Angel (The Stokehursts, #1)
- Sarah MacLean: Nine Rules to Break When Romancing a Rake (Love By Numbers, #1)
- Sarah MacLean: Ten Ways to be Adored When Landing a Lord (Love By Numbers, #2)

- 2011

- Loretta Chase: Silk Is For Seduction (Dressmakers Series, #1)
- Lecia Cornwall: Secrets of a Proper Countess – 2011 National Reader’s Choice Award Winner (Best First Book)
- Lecia Cornwall: The Price of Temptation
- Lecia Cornwall: All the Pleasures of the Season
- Sarah MacLean: Eleven Scandals to Start to Win a Duke’s Heart (Love By Numbers, #3)
- Sarah MacLean: A Rogue by Any Other Name: The First Rule of Scoundrels

- 2012

- Loretta Chase: Scandal Wears Satin (Dressmakers Series, #2)
- Mary Jo Putney: No Longer a Gentleman (Lost Lords, #4)

- 2013

- Sarah MacLean: One Good Earl Deserves a Lover: The Second Rule of Scoundrels
- Sarah MacLean: No Good Duke Goes Unpunished: The Third Rule of Scoundrels
- Mary Jo Putney: Sometimes a Rogue (Lost Lords, #5)

- 2014

- Jo Beverley: A Shocking Delight
- Loretta Chase: Vixen in Velvet (Dressmakers Series, #3)
- Sarah MacLean: Never Judge a Lady by Her Cover: The Fourth Rule of Scoundrels
- Mary Jo Putney: Not Quite a Wife (Lost Lords, #6)

- 2015

- Jo Beverley: Too Dangerous for a Lady
- Loretta Chase: Dukes Prefer Blondes (Dressmakers Series, #4)
- Sarah MacLean: The Rogue Not Taken (Scandal & Scoundrel, #1)
- Mary Jo Putney: Not Always a Saint (Lost Lords, #7)
- Amanda Quick: Garden Of Lies – 2015 Booklist (Starred Review)

- 2016

- Jo Beverley: The Viscount Needs a Wife
- Sarah MacLean: A Scot in the Dark (Scandal & Scoundrel, #2)
- Mary Jo Putney: Once a Soldier (Rogues Redeemed, #1)
- Amanda Quick: Til Death Do Us Part – Booklist + Kirkus Reviews + Publishers Weekly (Starred Review), 2016 RT Book Reviews (Top Pick)

- 2017

- Jo Beverley: Merely a Marriage
- Loretta Chase: A Duke in Shining Armor
- Sarah MacLean: The Day Of the Duchess (Scandal & Scoundrel, #3)
- Mary Jo Putney: Once a Rebel (Rogues Redeemed, #2)

- 2018 – Sarah MacLean: Wicket and the Wallflower (Bareknuckled Bastards, #1)